# Міжнародна конвенція проти апартеїду у спорті
Міжнаро́дна конве́нція про́ти апартеї́ду у спо́рті — юридично обов'язкова для держав-учасниць міжнародна угода, основною метою якої є спортивний бойкот держави, яка практикує апартеїд. 